# Shiraito
Shiraito (jap. 白糸の滝 Shiraito-no-taki) − wodospad w Japonii, w Parku Narodowym Fudżi-Hakone-Izu, w prefekturze Shizuoka. 
Wodospad Shiraito znajduje się u stóp południowo-zachodniego zbocza góry Fudżi. Należy do najpiękniejszych wodospadów w Japonii. Szeroka na 150 metrów kaskada zasilana jest wodą źródlaną wulkanu i spływa z krawędzi klifu o wysokości 20 m cienkimi białymi strumieniami, które przypominają wiszące nici jedwabiu – stąd ich nazwa: „białe nici”. 
Shiraito znajduje się na liście stu najpiękniejszych wodospadów Japonii, stworzonej przez japońskie Ministerstwo Środowiska w 1990 roku.
W bliskim sąsiedztwie Shiraito znajduje się wodospad Otodome, który ma 25 m wysokości i 5 m szerokości. 